# 瑞金路街道

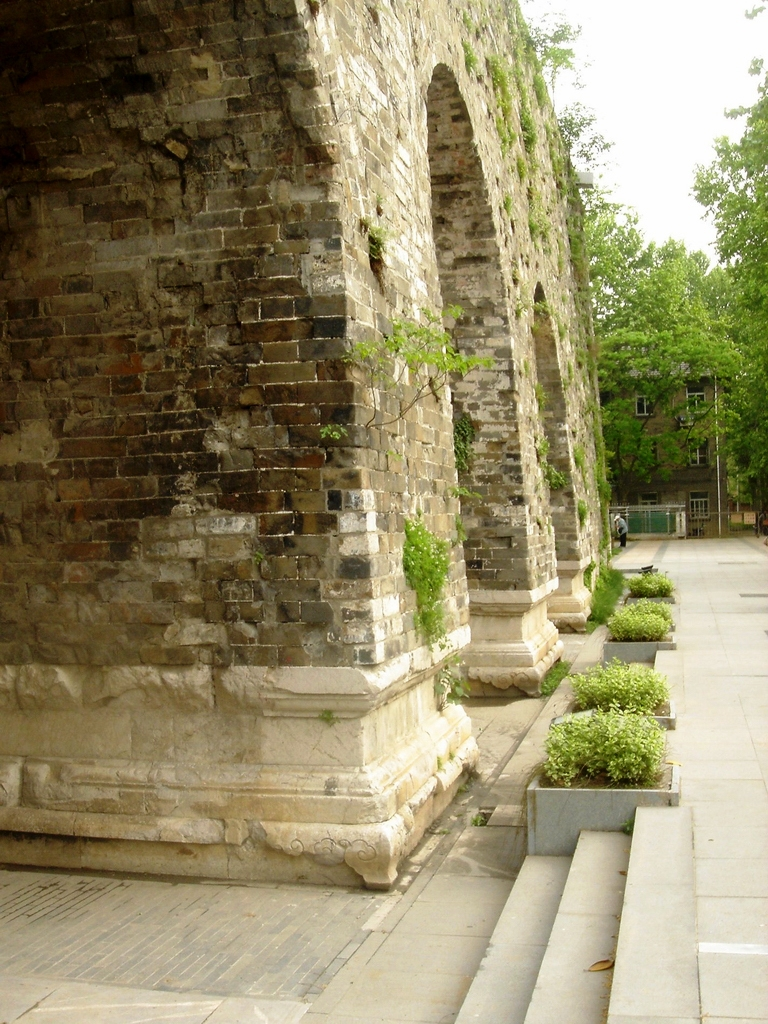
明故宫东华门遗址

瑞金路街道，是中国江苏省南京市秦淮区下属的一个街道办事处。面积2.72平方千米，人口72264人。南面毗邻大光路街道；东面以月牙湖为界，毗邻月牙湖街道；北面以中山东路为界，毗邻玄武区后宰门街道；西面以清溪为界，毗邻五老村街道。

## 行政区划
该街道下辖7个社区
- 中山门社区
- 南航社区
- 标营社区
- 瑞金新村社区
- 明故宫苑社区
- 瑞金北村社区
- 西华东村社区

## 历史遗迹
内有明故宫遗迹，为明朝南京皇城、宫池所在地。